# 男性の好きなスポーツ
男性の好きなスポーツ（だんせいのすきなスポーツ、Man's Favorite Sport?）は1964年のコメディ映画。主演はロック・ハドソンとポーラ・プレンティス。
ハワード・ホークスがプロデューサーと監督を兼任し、かつてホークス自身が監督した映画『赤ちゃん教育』をセルフオマージュしている。ユニバーサル・ピクチャーズにより公開された。

## キャスト
※括弧内は日本語吹替（初回放送1971年11月1日『月曜ロードショー』）
- ロジャー：ロック・ハドソン（広川太一郎）
- アビゲール：ポーラ・プレンティス（加藤みどり）
- イージー：マリア・ペルシー
- テックス：シャーリーン・ホルト
- カドワラダー：ジョン・マッギーヴァー

## スタッフ
- 監督・製作：ハワード・ホークス
- 脚本：ジョン・クェントン・ミューレイ、スティーヴ・マクニール
- 撮影：ラッセル・ハーラン
- 衣裳：イーディス・ヘッド
- 音楽：ヘンリー・マンシーニ

## 制作
当初、本作はオマージュ元である『赤ちゃん教育』と同じケーリー・グラント主演の作品として企画されていたが、グラントは「自分が年を取りすぎ出演する若い女優の相手役として釣り合わないのでは」と感じたため、オファーを辞退。ロック・ハドソンが起用されることになった。このため、ハドソンはグラントになりすますような難しい立場の演技を要求され、公開時は同情的な評価を与えられた。